# Les Français vus par
Les Français vus par – cykl pięciu krótkometrażowych filmów z 1988 roku, zrealizowanych przez pięciu reżyserów: 
- Les Gaulois – reż. Werner Herzog,
- The Cowboy and the Frenchman – reż. David Lynch,
- Proust contre la déchéance – reż. Andrzej Wajda,
- Pèlerinage à Agen – Luigi Comencini,
- Le dernier mot – reż. Jean-Luc Godard.